# Micrapate wagneri
Micrapate wagneri är en skalbaggsart som beskrevs av Pierre Lesne 1906. Micrapate wagneri ingår i släktet Micrapate och familjen kapuschongbaggar. Inga underarter finns listade i Catalogue of Life.